# Американ Фолс
Американ Фолс (енгл. American Falls) град је у америчкој савезној држави Ајдахо.

## Демографија
По попису из 2010. године број становника је 4.457, што је 346 (8,4%) становника више него 2000. године.
| Група             | 2000.         | 2010.         |
| Белци             | 2.886 (70,2%) | 2.586 (58,0%) |
| Афроамериканци    | 6 (0,1%)      | 16 (0,4%)     |
| Азијати           | 17 (0,4%)     | 24 (0,5%)     |
| Хиспаноамериканци | 1.144 (27,8%) | 1.740 (39,0%) |
| Укупно            | 4.111         | 4.457         |